# Lucille Simmons
Lucille Simmons és una activista estatunidenca en favor dels drets humans i de les treballadores, el feminisme i l'antirracisme.
Va ser l'autora de la versió popularment coneguda de la cançó protesta We shall overcome, un himne als drets humans i al pacifisme, que va crear cantant amb el ritme d'una altra cançó, en una versió molt lenta i amb la lletra adaptada (ja el títol anterior era I will overcome, i també va canviar "El Senyor" per "sindicat") a la situació, durant una vaga i manifestació el 1946, a Charleston, a la qual es trobava amb altres empleades de l'American Tobacco Company.
Més tard, Zilphia Horton va aprendre la lletra i música de Simmons i la hi va transmetre al també activista polític, ell home i blanc, Pete Seeger, que era convidat més freqüentment a programes de ràdio i circuits musicals. El 1960, la cançó de Simmons va encetar la reunió inaugural del Comitè de Coordinació d'Estudiants No Violents. A partir d'aquest moment, la gran exposició de la cançó, la seva popularitat i el fet d'estendre's per transmissió oral va fer que la tonada anes variant lleugerament amb el temps. Finalment, Joan Baez, des de 1969 fins a l'actualitat, la canta en marxes i festivals de tot el món.